# Central de Autobuses de Veracruz
La Central de Autobuses de Veracruz es la terminal de autobuses foráneos de pasajeros de la ciudad y Puerto de Veracruz, que ofrece un servicio a líneas de todas las clases, perteneciente a Mobility ADO, desde las del tipo económico hasta las de lujo, pasando por primera clase y del tipo ejecutivo. Entre las principales líneas que ofrecen sus servicios en esta terminal están Autobuses de Oriente (ADO), ADO Platino/GL, Ómnibus Cristóbal Colón (OCC), Autobuses Estrella de Oro, Autobuses Unidos (AU), Autobuses México Texcoco Plus, Transportes Regionales Veracruzanos (TRV) y algunas otras del tipo económico. Igualmente, contando también con 3 Salas de espera, taquillas y andenes para la mayor cobertura de todos los destinos del norte, centro y sureste del país llegadas y salidas.

## Ubicación
Se encuentra ubicada en Avenida Salvador Díaz Mirón, entre las calles de Orizaba y Tuero Molina, exactamente frente al auditorio Benito Juárez de Veracruz. La Central de Autobuses de Veracruz (CAVE) está dividida en terminal de Primera clase y de servicio Intermedio, arribando a esta última, por la parte de atrás, sobre Av. Lafragua n.º 1117, entre Orizaba y Tuero Molina.

## Historia
desde ese entonces así y tal como similar de la terminal de Buenavista en la Ciudad de México, al igual Puebla, Xalapa, Córdoba, Orizaba, Coatzacoalcos, y San Andrés Tuxtla. Se encuentra actualmente en las calles Salvador Díaz Mirón y está también entre Tuero Molina y Orizaba abarcando también de la calle La Fragua. Contaban que está dividida en 2 terminales: de primera y segunda clase pero también con los socios 
En el año 1957 se inició de la construyó de la "Terminal ADO" debido a la estructura de la directiva de la ruta transportistas, y varias décadas más tarde durante la Terminal de ADO se inicia la reinauguracion en el año 1999 y se denominará "La Central de Autobuses de Veracruz" gracias a los socios y transportistas de Grupo ADO, ahora con 3 salas de espera uno en la terminal de primera clase la planta baja las taquilla y después la planta alta con las salas de espera con escalinatas eléctricas, después salas de llegadas de primera y de segunda clase y después la terminal de segunda clase solamente con la planta baja de taquillas y de salas de espera.Tres años después, en el 2005 la Terminal ADO Aeropuerto se encuentra en el Aeropuerto Internacional General Heriberto Jara con la ruta Veracruz-Xalapa, cuatro años más tarde se inauguró la nueva "Terminal ADO" Plaza las palmas en Boca del Río, y cinco años más tarde se inauguró la nueva "Terminal ADO Norte" que cuenta con todos los destinos del norte, porque actualmente "La Central de Autobuses de Veracruz" si es toda la capacidad dentro de la terminal y evita lo saturado no solamente dentro de esta terminal, si no todo también de toda la zona conurbada con Boca del Río.

## Especificaciones de la Terminal
- Número de andenes: 54 para salidas y 38 para llegadas
- Espacios de aparcamiento de autobuses:
- Superficie total de la terminal: 15,795 m²
- Servicio de Estacionamiento: No cuenta con estacionamiento.
- Número de taquillas:38
- Número de locales comerciales:
- Salas de espera:3

## Destinos
| Línea de Autobuses                                             | Destinos |
| -------------------------------------------------------------- | --- |
| Autobuses de Oriente ADO                                       | Acayucan, Agua Dulce, Álamo, Alvarado, Ángel R. Cabada, Apizaco, Asunción Nochixtlán, Bacalar, Boca del Río, Campeche, Calpulalpan, Cancún, Cardel, Cárdenas, Catemaco, Cerro Azul, Chetumal, Cd. Mendoza, Cd. del Carmen, Cd. Lerdo, Coatzacoalcos, Córdoba, Cosamaloapan, Costa Esmeralda, Cosoleacaque, Escárcega, Fortín de las Flores, Frontera, Gutiérrez Zamora, Huamantla, Jáltipan, Juan Rodríguez Clara, Juchitán de Zaragoza, Las Choapas, Martínez de la Torre, Matamoros, Matías Romero, Mérida Centro Historico, Ciudad de México TAPO, Ciudad de México Norte, Ciudad de México Sur, Ciudad de México Aeropuerto Terminal 1, Minatitlán, Nanchital, Naranjos, Nautla, Oaxaca, Oriental, Orizaba, Ozuluama, Pachuca, Palma Sola, Papantla, Perote, Playa Vicente, Poza Rica, Poza Rica Petromex, Puebla CAPU, Puebla Paseo Destino, Puerto Ceiba, Reynosa, Salina Cruz, San Andrés Tuxtla, San Rafael, Santa Cruz, Santiago Tuxtla, Soto La Marina, Tampico, Tehuacán, Tehuantepec, Tierra Blanca, Tlanepantla, Tlaxcala, Tres Valles, Tuxpan, Tuxtepec, Vega de la Torre, Veracruz Norte, Villa Isla, Villahermosa, Xalapa, Xpujil.                            |
| ADO Platino / GL                                               | Acayucan, Campeche, Cancún, Cárdenas, Cd. del Carmen, Coatzacoalcos, Comitán, Huatulco, Huixtla, Juchitán de Zaragoza, Matamoros, Mérida CAME, Ciudad de México TAPO, Ciudad de México Norte, Ciudad de México Terminal Ejecutiva Sur, Matamoros, Minatitlán, Oaxaca, Pachuca, Pijijiapan, Playa del Carmen, Poza Rica, Puebla CAPU, Puerto Escondido, Reynosa, Salina Cruz, San Cristóbal de Las Casas, Tampico, Tapachula, Tehuantepec, Tlalnepantla, Tonalá, Tuxpan, Tuxtla Gutiérrez, Villahermosa, Xalapa. |
| Ómnibus Cristobal Colón OCC                                    | Acayucan, Arriaga, Comitan, Huixtla, Mapastepec, Pueblo Nuevo Solistahuacan, Puerto Arista, San Cristóbal de Las Casas, Tapachula, Tonalá, Tuxtla Gutiérrez, Xalapa. |
| Autobuses Estrella de Oro                                      | Acapulco Cuauhtémoc, Córdoba, Cuernavaca, Xalapa, Iguala. |
| Autobuses Mexico Texcoco Plus (Solamente en la Temporada Alta) | Ciudad de México Central TAPO |
| Autobuses Unidos AU                                            | Directo: Acayucan, Agua Dulce, Arriaga, Asunción Nochixtlán, Cardel, Cd. Mendoza, Coatzacoalcos, Córdoba, Cosamaloapan, Costa Esmeralda, Gutiérrez Zamora, Huatulco, Las Choapas, Jáltipan, Joachin, Juan Rodríguez Clara, Juchitán de Zaragoza, La Tinaja, Loma Bonita, Matías Romero, Ciudad de México TAPO, Ciudad de México Norte, Minatitlán, Nachital, Nautla, Oaxaca Periférico, Oaxaca Santa Rosa, Orizaba, Papantla, Perote, Playa Vicente, Poza Rica, Pochutla, Puebla CAPU, Puerto Escondido, Salina Cruz, Santa Cruz, Tapanatepec, Tehuacán, Tehuantepec, Tierra Blanca, Tres Valles, Tuxpan, Tuxtepec, Vega de la Torre, Veracruz Norte, Villa Azueta, Villa Isla, Xalapa. Intermedio: Alvarado, Ángel R. Cabada, Boca del Río, Cardel, Casitas, Catemaco, Cd. Lerdo, Chachalacas, Córdoba, Costa Esmeralda, Cuitlahuac, Emilio Carranza, Fortín de las Flores, Gutiérrez Zamora, La Cumbre, La Tinaja, Laguna Verde, Nautla, Orizaba, Papantla, Palma Sola, Paso del Toro, Plan del Río, Poza Ríca, San Andrés Tuxtla, Santiago Tuxtla, Santa Cruz, Rinconada, Tamarindo, Tierra Blanca, Tres Valles, Tuxtepec, Ursulo Galván, Vega de la Torre, Xalapa, Yanga. |
| Autobuses Vía (Solamente en la Temporada Alta)                 | Boca del Río, Martínez de la Torre. |
| Transportes Regionales Veracruzanos TRV                        | Alvarado, Boca del Río, Cardel, Chachalacas, Cd. Mendoza, Córdoba, Cosamaloapan, Cuitlahuac, Emilio Carranza, Fortín de las Flores, La Cumbre, La Tinaja, Laguna Verde, Orizaba, Palma Sola, Paso del Toro, Plan del Río, Rinconada, Tamarindo, Tlacotalpan, Ursulo Galván, Vega de la Torre, Xalapa, Yanga. |
| Transportes Regionales Sierra TRS                              | Boca del Río, Cd. Lerdo, Catemaco, San Andrés Tuxtla, Santiago Tuxtla. |
| Transportes Los Tuxtlas TLT                                    | Acayucan, Alvarado, Ángel R. Cabada, Boca del Río, Cd. Lerdo, Catemaco, Coatzacoalcos, Cosoleacaque, Jáltipan, Juan Díaz Covarrubias, Minatitlán, Paso del Toro, San Andrés Tuxtla, Santiago Tuxtla. |
| Transportes Sotavento/del Istmo                                | Acayucan, Alvarado, Ángel R. Cabada, Boca del Río, Cd. Lerdo, Catemaco, Coatzacoalcos, Cosoleacaque, Jáltipan, Juan Díaz Covarrubias, Minatitlán, Paso del Toro, San Andrés Tuxtla, Santiago Tuxtla. |
| Transportes Rápidos de la Mixtequilla                          | Boca del Río, Paso del Toro, La Capilla, Capulines, Mata Espino, Piedras Negras, Cocuite, El Zapotal Número Uno, Ignacio de la Llave, Córdoba, Cuitláhuac, La Tinaja, Yanga. |
| Eje del Golfo                                                  | Poza Rica, Papantla, Gutiérrez Zamora, Casitas, Costa Esmeralda, Nautla, Vega de Alatorre, Emilio Carranza, Palma Sola, Cardel |

## Transporte Público de pasajeros
- Servicio de Taxi